# Wuhan-Sports-Center-Stadion
Das Wuhan-Sports-Center-Stadion (chinesisch 武汉体育中心体育场) oder Zhuankou Stadium (chinesisch 沌口体育场) ist ein Fußballstadion mit Leichtathletikanlage in der chinesischen Stadt Wuhan. Bis 2019 trug der Fußballclub Wuhan Zall seine Heimspiele im Sports-Center-Stadion aus.

## Geschichte
Der 2002 eröffnete Bau gehört zum Wuhan-Sports-Center und bietet auf den Rängen 54.357 Plätze. Als zweiter großer Bau gehört eine Mehrzweckhalle Wuhan Gymnasium mit 13.000 Sitzplätzen und angeschlossener Trainingshalle zum Komplex. Sie war u. a. Spielort der Basketball-Asienmeisterschaft 2011 und der Basketball-Weltmeisterschaft 2019. Des Weiteren stehen zwei Fußball-Trainingsplätze, eine weitere Leichtathletikanlage und über 3000 Parkplätze auf dem Gelände zur Verfügung. Die markante Dachkonstruktion besteht aus gebogenen Stahlträgern, die auf vier massiven Betonpfeilern befestigt sind. Die Stahlbögen sind mit einer weißen Membran bespannt.
2007 wurden hier Spiele der Fußball-Weltmeisterschaft der Frauen ausgetragen. 2015 fanden im Stadion die Fußball-Ostasienmeisterschaft und die Leichtathletik-Asienmeisterschaften statt.

## Galerie

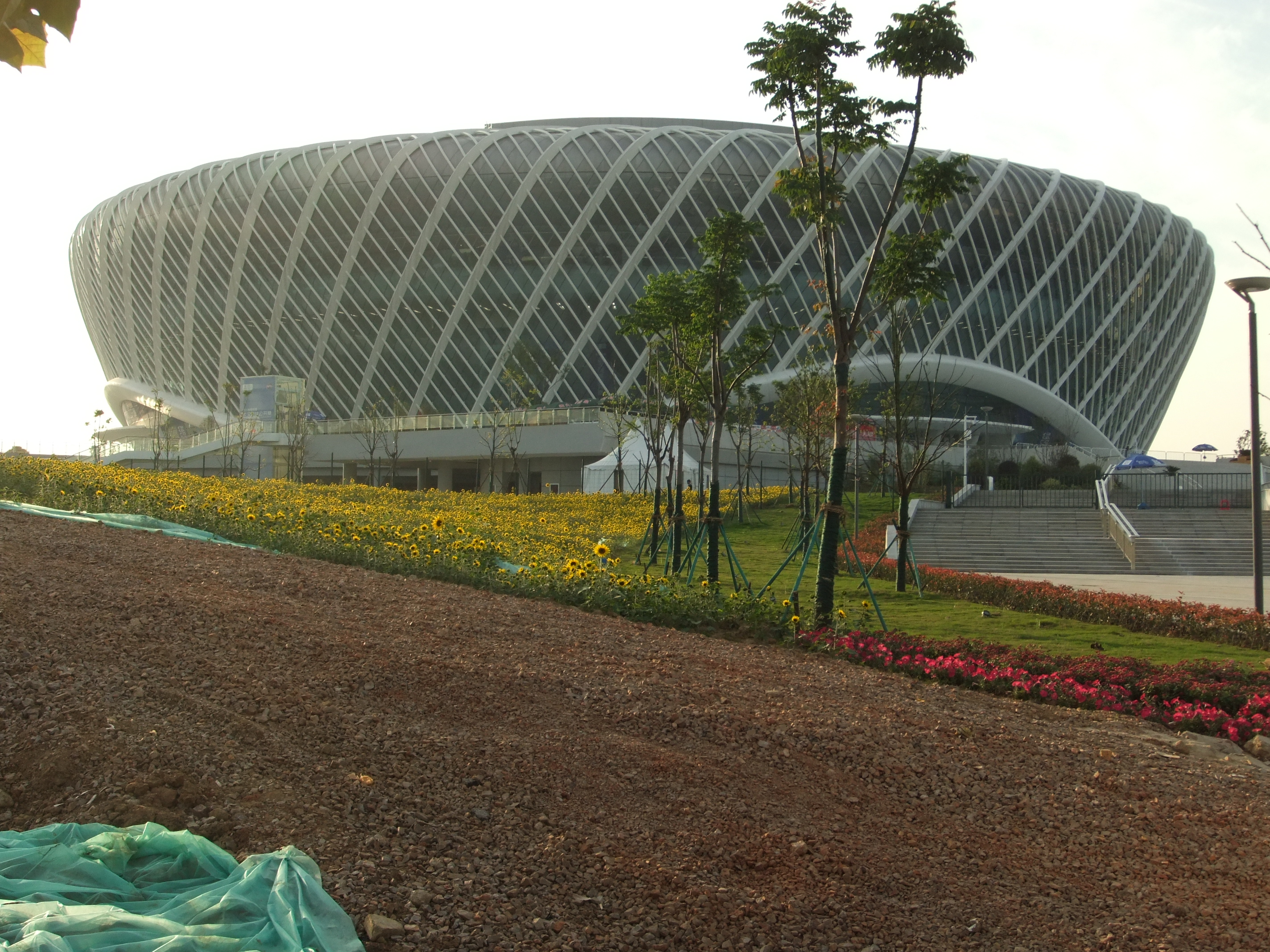
Das Wuhan Gymnasium (Oktober 2015)